# An arabesque
An arabesque is een compositie van Frederick Delius.
Delius componeerde deze toonzetting al in de herfst van 1911, maar kwam er niet verder mee. Een van zijn trouwste promotors de dirigent Thomas Beecham hielp Delius er nog verder mee in 1915, maar het bleef een ondergeschoven kindje. In 1920 kwam het tot een uitvoering in Newport maar daarna bleef het voor eeuwig onbekend en onbemind. Er zijn van dit werk dan ook alleen maar historische opnamen beschikbaar.
De oorspronkelijke versie is een Duitstalige vertaling van een gedicht van Jens Peter Jacobson (1847-1885). Die werd uiteindelijk niet bekend als dichter, maar als vertaler van de Origin of Species van Charles Darwin. Het is een ietwat onevenwichtig gedicht dat Jacobson op papier zette. De menselijke passie is overgezet op Pan. Delius’ vrouw Jelka leverde die vertaling. Later vertaalde Philip Heseltine het naar het Engels, maar een succes werd het niet. Het bleef altijd in de schaduw van Sea Drift. 
De eerste uitvoering vond plaats in Newport (Wales), Percy Heming was de bariton, het koor was het "Welsh Musical Festival Choir Society", het orkest was het London Symphony Orchestra. Het geheel stond op 28 mei 1920 onder leiding van de onbekende dirigent Albert Ernest Sims, later voornamelijk iets bekender van “bandmuziek”.

## Orkestratie
- bariton
- sopranen, alten, tenoren en baritons
- 3 dwarsfluiten (III ook piccolo), 2 hobo’s, 1 althobo, 1 bashobo, 3 klarinetten,  1 basklarinet, 3 fagotten, 1 sarrusofoon of contrafagot
- 4 hoorns, 3 trompetten, 3 trombones, 1 tuba
- pauken, 2 man/vrouw percussie (xylofoon, triangel, tamboerijn), 1 harp, celesta
- violen, altviolen, celli, contrabassen